# Pyrausta aerealis
Pyrausta aerealis là một loài bướm đêm trong họ Crambidae.

## Hình ảnh

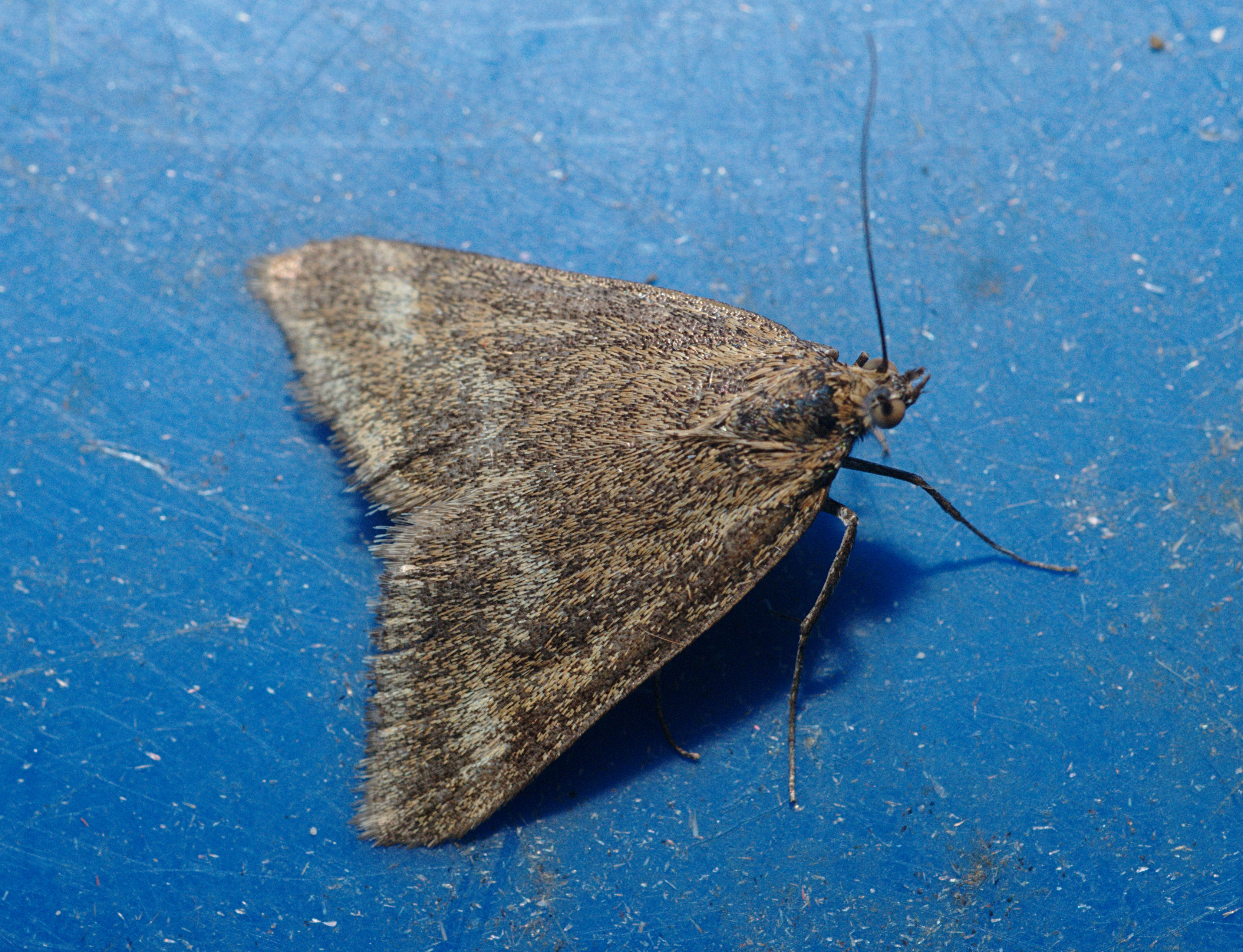